# Mieczysław Kiernożycki
Mieczysław Kiernożycki (ur. 30 kwietnia 1904 w Kole, zm. 17 marca 1928 pod Żółkwią.) – oficer Wojska Polskiego, podporucznik obserwator.

## Życiorys
Syn Eugeniusza i Zenobii z Sykulskich. Maturę uzyskał w gimnazjum w Tomaszowie i 30 sierpnia 1924 roku wstąpił do Szkoły Podchorążych Piechoty w Warszawie. W lipcu 1925 roku, już w stopniu kaprala, otrzymał przydział do Oficerskiej Szkoły Lotnictwa w Grudziądzu. Awans na plutonowego otrzymał po odbyciu praktyki w 73. Pułku Piechoty. 17 października 1926 roku został skierowany na praktykę do 4. Pułku Lotniczym.
W 1927 roku ukończył OSL jako obserwator z 53. lokatą (I promocja). W stopniu sierżanta podchorążego obserwatora otrzymał przydział do 61 Eskadry Lotniczej 6. Pułku Lotniczego.
W styczniu 1928 roku został mianowany podporucznikiem. 17 marca 1928 roku, w załodze z plut. pil. Stanisławem Szydłowskim, zginął podczas lotu w trakcie którego miał wykonać fotografie lotnicze w okolicach Żółkwi.
Został pochowany na cmentarzu janowskim we Lwowie.